# Terril
Terril är en ort i Dickinson County i Iowa. Vid 2010 års folkräkning hade Terril 367 invånare.